# 薩爾瓦托勒·菲拉格慕
薩爾瓦托勒·菲拉格慕（義大利語：Salvatore Ferragamo，1898年6月5日—1960年8月7日），是意大利鞋子設計師，菲拉格慕公司创始人。

## 歷史
薩爾瓦托勒·菲拉格慕生於意大利南部拿波里小鎮波尼托。1914年，菲拉格慕移民到美国。在加州定居後，他開設了一家替人補鞋的小店，並且設計電影所用的鞋子，因而開始受到影視圈注意。與此同時，他為了做出更完美的鞋子，至南加州大学就讀人體解剖學。後來他於荷里活開設“荷里活靴店”，並且與電影商洽談参予美國電影的鞋子及服裝設計。
當時的影視紅星瑪麗蓮·夢露是薩爾瓦托勒·菲拉格慕鞋子的支持者之一。1927年，薩爾瓦托勒·菲拉格慕回流意大利，並於佛羅倫斯開設以其同名命名的首間專門店。1951年，薩爾瓦托勒·菲拉格慕完成了其首個時裝秀。九年之後，薩爾瓦托勒·菲拉格慕與世長辭，故此便由其妻Wanda Miletti及六位後人接手生意，並且逐步将「薩爾瓦托勒·菲拉格慕」品牌由造鞋擴展至一家生產男女时裝、手袋及銀包皮具、絲巾以及香水產品等的時裝王國。現今菲拉格慕家族已經傳到第三代，其中一位是為人熟悉的傑姆斯·菲拉格慕，並由他負責女裝、皮件的創作總監。
現今，明星們在生活中也穿著菲拉格慕的作品，故此菲拉格慕公司於現今仍然保留他的名字所命名的一系列品牌時裝及衣飾產品。

## 大事記
- 1925年，菲拉格慕寫道：人體的重量像鉛垂線一樣垂直落在足弓之上。
- 1929年，埃及考古學發現激發了菲拉格慕設計出一款新鞋子的靈感。
- 1930年，Lucio Venna為菲拉格慕設計廣告，其靈感來源於龐貝發現的“神奇別墅”。
- 1937年，7月15日美國《vogue》雜誌：自1920年以來，菲拉格慕就為美國媒體所知曉。
- 1938年，薩爾瓦托勒·菲拉格慕在為裘蒂·加蘭設計的著名鞋模中發明了船形鞋跟。
- 1942年，在戰爭期間，菲拉格慕用拉菲亞樹葉纖維和軟木等簡陋材質演繹其創意。
- 1946年，薩爾瓦托勒·菲拉格慕檢驗他製作的鞋品的工藝。
- 1947年，“隱形”涼鞋為菲拉格慕贏得了“Neiman Marcus”獎——時尚界的奧斯卡獎。
- 1948年，紐約的第一家FERRAGAMO專賣店開業，坐落在林蔭大道上（現在位於第五大道）。

## 外部参考
- Salvatore Ferragamo 官方網址 （页面存档备份，存于）
- Salvatore Ferragamo 品牌的歷史